# Eburilla
Eburilla is een kevergeslacht uit de familie van de boktorren (Cerambycidae). De wetenschappelijke naam van het geslacht werd voor het eerst geldig gepubliceerd in 1912 door Aurivillius.

## Soorten
Eburilla is monotypisch en omvat slechts de volgende soort:
- Eburilla sericea (White, 1855)